# Holzbeton

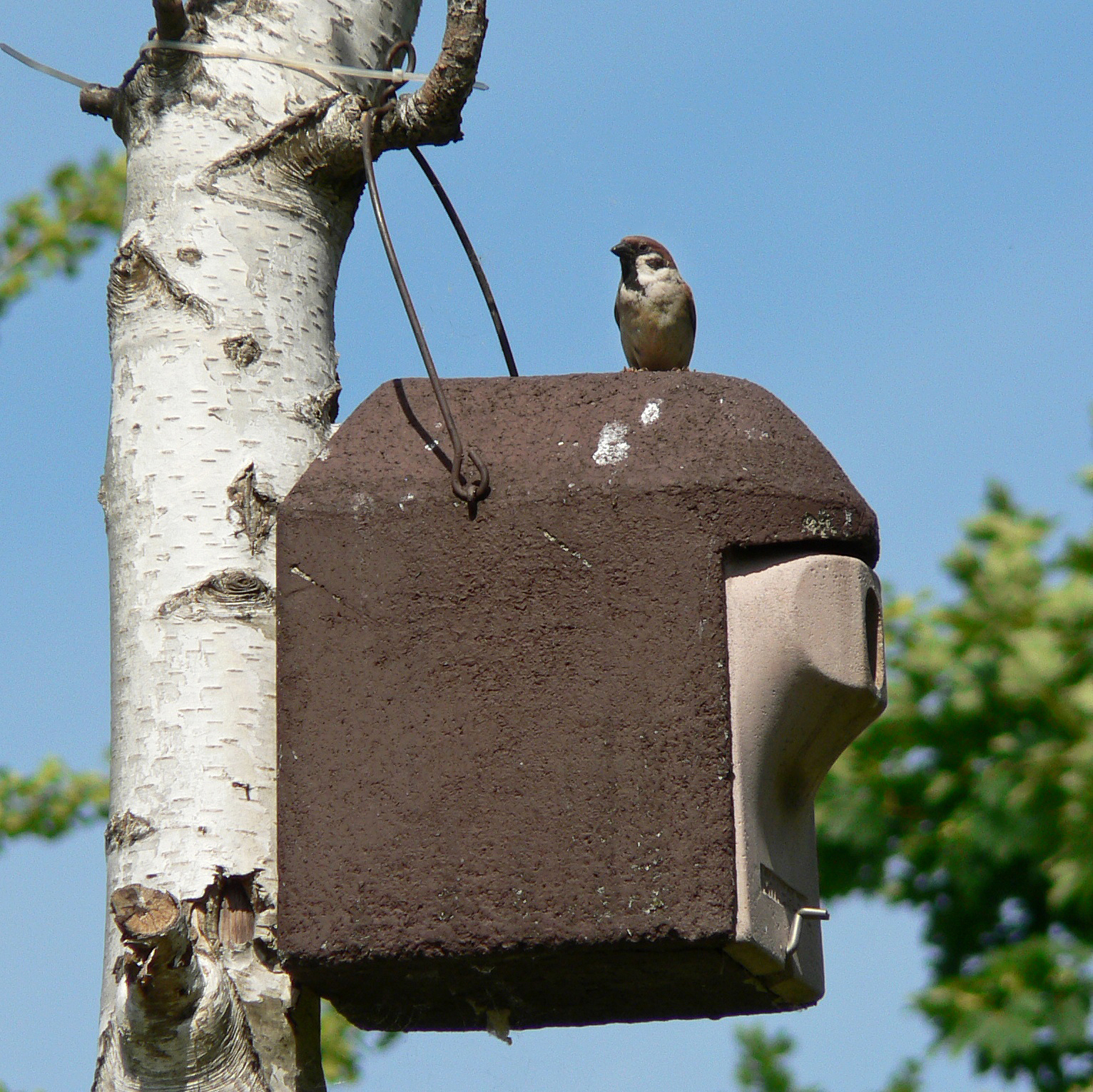
Feldsperling auf einem Holzbeton-Nistkasten

Holzbeton ist ein aus Sägespänen und Zement bestehender Werkstoff zur Herstellung von Mauersteinen und Formteilen im Bauwesen. Ein weiteres Anwendungsgebiet sind im Naturschutz Nistkästen, Bruthöhlen und Überwinterungsquartiere diverser Tiere. Bei erhöhtem Anteil von Holzfasern, -spänen oder -schnitzeln sowie Luftporen eignet sich Holzbeton auch zur Verwendung als Dämmstoff.
Eine Mischung aus Sägespänen und Sorelzement wird demgegenüber als Steinholz bezeichnet und überwiegend zur Herstellung von Estrich und Bodenbelägen verwendet.

## Herstellung und Verarbeitung
Das Gemisch aus fünf Volumenanteilen Sägespänen und drei Volumenanteilen (zur Allergievermeidung chromatarmem) Zement wird mit Wasser angerührt, bis es etwa die Konsistenz von feuchter Gartenerde hat. Beim Auspressen einer Handvoll sollte spärlich etwas Flüssigkeit abtropfen. Der Zusatz von Calciumchlorid beschleunigt das Abbinden.
Zur Verarbeitung müssen vorher Formen gefertigt werden, in die die pastöse Masse eingestampft wird. Die Haltbarkeit des Werkstoffes ist, insbesondere mit nach der Trocknung aufgetragenen schützenden Schlämmen, Anstrichen oder einem Verputz, sehr gut und kann mehrere Jahrzehnte betragen.

## Geschichte
Bereits im frühen 20. Jahrhundert wurde Holzbeton, damals noch Zementholz genannt, im Gartenbau als Baustoff verwendet. Erfinder ist August Vogel, Eigentümer der Kunst- und Dübelsteinfabrik August Vogel in Langenzenn. Er stellte Frühbeetkästen und transportable beheizbare Gewächshäuser aus Zementholz her, die er 1911 als Neuheit bei der Frühjahrsblumenausstellung der Bayerischen Gartenbaugesellschaft in München präsentierte.
Im Zweiten Weltkrieg wurden in Deutschland umfangreiche Versuche mit Holzbeton durchgeführt, um diesen Baustoff für den Behelfsheimbau im Rahmen des Deutschen Wohnungshilfswerks nutzbar zu machen. Der kriegsbedingte Mangel an Zement verlangte nach anderen Bindemitteln wie zum Beispiel Hochofen- oder Braunkohlenschlacke; die so errichteten Behelfsheime hatten im Allgemeinen eine geringe Lebensdauer und nur ungenügende Witterungsbeständigkeit, da das enthaltene Holz nicht ausreichend gegen die eindringende Feuchtigkeit geschützt war.
1949–1950 entstanden Einfamilienhäuser aus Holzbeton-Mauersteinen. Trotz geringer Außenwandstärken (16 cm) weisen die Häuser einen recht geringen Energieverbrauch auf und sind heute, beinahe 70 Jahre später, immer noch in gutem Zustand.
Eigenheime aus Holzbeton entstanden in der DDR als eingeschossige Typenhäuser Anfang der 1970er Jahre. Das Einfamilienhaus Typ HB4 vom VEB Landbauprojekt Potsdam wurde mit nur einer Wohnebene und flach geneigtem Satteldach projektiert. Es stehen circa 80 m² Wohnfläche zur Verfügung, ein Teilkeller war vorgesehen. Der Brutto-Rauminhalt (früher umbauter Raum) war dann mit rund 427 m³ projektiert.
2011 wurde in einem Projekt für die Bauhaus-Universität Weimar das erste Passivhaus aus Holzbeton errichtet, das sogenannte Green:house. Die vorgefertigten Holzrahmenbauelemente wurden mit zementgebundenen Holzleichtbetonplatten der Reutlinger Firma Helika GmbH bekleidet, die überwiegend aus Holzhäckseln bestehen.
In Österreich und einigen anderen Ländern ist Holzbeton als Baustoff in Form von Mantelsteinen zur Füllung mit Beton auch im Geschossbau weit verbreitet. Markennamen sind z. B. Isospan, Durisol und international auch Nexcem.

## Trivia
Bois Durci ([bwa dyʀsiː], französisch für „gehärtetes Holz“) wurde Mitte des 19. Jahrhunderts in Frankreich ein natürlicher Kunststoff genannt, welcher aus einer Mischung von Holzmehl und Ochsenblut entstand. Nach dem Trocknen und unter Erhitzung wurde er zu Formstücken gepresst.